# سد کیلبرن
سد کیلبرن (به لاتین: Kilburn Dam) یک سد در آفریقای جنوبی است که در کوازولو-ناتال واقع شده‌است.